# San José del Brazo
San José del Brazo är en ort i Mexiko.   Den ligger i kommunen Valle de Santiago och delstaten Guanajuato, i den centrala delen av landet, 240 km nordväst om huvudstaden Mexico City. San José del Brazo ligger 1 718 meter över havet och antalet invånare är 284.
Terrängen runt San José del Brazo är huvudsakligen platt, men västerut är den kuperad. Terrängen runt San José del Brazo sluttar österut. Runt San José del Brazo är det ganska tätbefolkat, med 185 invånare per kvadratkilometer. Närmaste större samhälle är Salamanca, 14,0 km norr om San José del Brazo. Trakten runt San José del Brazo består till största delen av jordbruksmark.